# Chaldene (maan)
Chaldene, of Jupiter XXI is een natuurlijke maan van Jupiter. De maan is ontdekt door de Universiteit van Hawaï onder leiding van Scott S. Sheppard in 2000 en kreeg de naam S/2000 J 10.
Chaldene draait om Jupiter met een gemiddelde afstand van 23,181 Gm in 723,73 dagen.
Chaldene is genoemd naar Chaldene, de moeder van Salymos in de Griekse mythologie.